# Lindsaea divaricata
Lindsaea divaricata là một loài thực vật có mạch trong họ Dennstaedtiaceae. Loài này được Klotzsch miêu tả khoa học đầu tiên năm 1844.